# Мощениця (Пйотрковський повіт)
Мощениця (пол. Moszczenica) — село в Польщі, у гміні Мощениця Пйотрковського повіту Лодзинського воєводства.
Населення — 2558 осіб (2011).
У 1975-1998 роках село належало до Пйотрковського воєводства.

## Демографія
Демографічна структура станом на 31 березня 2011 року:
|          | Загалом | Допрацездатний вік | Працездатний вік | Постпрацездатний вік |
| -------- | ------- | ------------------ | ---------------- | -------------------- |
| Чоловіки | 1205    | 252                | 841              | 112                  |
| Жінки    | 1353    | 243                | 768              | 342                  |
| Разом    | 2558    | 495                | 1609             | 454                  |